# Konkatedra Siedmiu Boleści Najświętszej Maryi Panny w Popradzie
Konkatedra Siedmiu Boleści Najświętszej Maryi Panny (słow. Konkatedrála Sedembolestnej Panny Márie) – konkatedra diecezji spiskiej. Znajduje się w mieście Poprad na Słowacji.
Funkcjonalistyczny kościół został wzniesiony w latach 1939-1942. Podczas poświęcenia w dniu 8 września 1942 roku świątynia nie posiadała wyposażenia wewnętrznego i wieży. Wymiary budowli to 48 metrów długości i 22 metrów szerokości. W ołtarzu głównym znajdują się rzeźby Siedmiobolesnej Dziewicy Maryi, świętego Jana Apostoła i świętej Marii Magdaleny. Droga krzyżowa została wykonana ze sztucznego kamienia w 1957 roku, natomiast obecne organy zostały zamontowane w 1968 roku.